# Tricyphona diaphanoides
Tricyphona diaphanoides är en tvåvingeart som först beskrevs av Alexander 1938.  Tricyphona diaphanoides ingår i släktet Tricyphona och familjen hårögonharkrankar. Inga underarter finns listade i Catalogue of Life.